# Distrito electoral federal 6 de la Ciudad de México

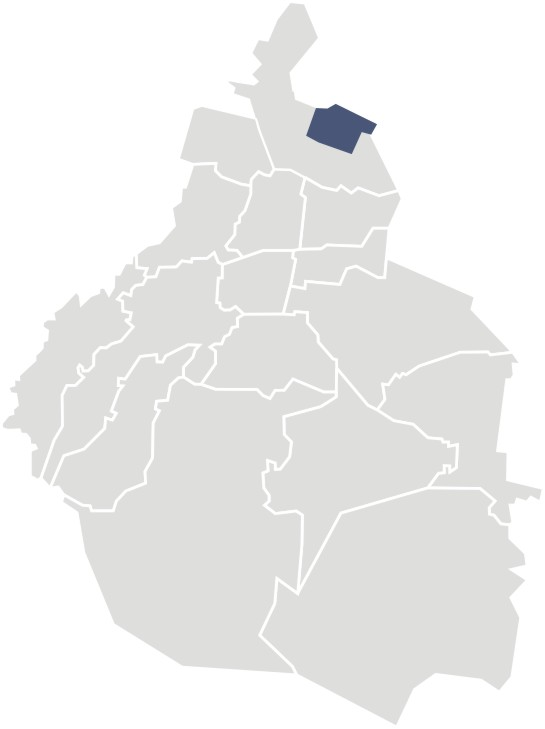
Ubicación del VI Distrito entre 2005 y 2017.

El VI Distrito Electoral Federal de Ciudad de México es uno de los 300 Distritos Electorales en los que se encuentra dividido el territorio de México y uno de los 24 en los que se divide Ciudad de México. Su cabecera es la alcaldía de Magdalena Contreras.
Desde la redistritación de 2017, se forma con los territorios de las alcaldías Magdalena Contreras y Álvaro Obregón, al sur de Ciudad de México. Abarca las colonias aledañas al Cerro del Judío y la zona de las Águilas 

## Distritaciones anteriores
El VI Distrito de Ciudad de México (entonces Distrito Federal) surgió en 1857 para la conformación de la I Legislatura del Congreso de la Unión, con José María del Castillo Velasco como primer diputado federal por este distrito. 

### Distritación 1978 - 1996
Para la distritación de mayo de 1978, vigente hasta 1996, el VI Distrito se ubicó dentro del territorio de la delegación Cuauhtémoc en su zona sur.

### Distritación 1996 - 2005
De 1996 a 2005, el VI Distrito se estableció en el territorio al noreste de la Delegación Gustavo A. Madero, con colindancias con los municipios de Ecatepec de Morelos y Nezahualcóyotl en el Estado de México.

### Distritación 2005 - 2017
Su territorio era prácticamente idéntico, diferenciado un poco sus límites y tamaño, pero cubriendo el mismo sector.

## Diputados por el distrito
| Diputado                     | Diputado                            | Grupo parlamentario          | Legislatura     | Periodo     |
| ---------------------------- | ----------------------------------- | ---------------------------- | --------------- | ----------- |
|                              | José María del Castillo Velasco     |                              | I               | 1857 - 1861 |
| Sin representación distrital | Sin representación distrital        | Sin representación distrital | II              | 1861 - 1863 |
|                              | Ignacio Ramírez                     |                              | III             | 1863 - 1865 |
|                              | Francisco Zarco                     |                              | IV              | 1867 - 1868 |
|                              | Gabriel María Islas                 |                              | V               | 1869 - 1871 |
| Vacante                      | Vacante                             | Vacante                      | VI              | 1871 - 1873 |
|                              | Julio Zárate                        |                              | VII             | 1873 - 1875 |
| Vacante                      | Vacante                             | Vacante                      | VIII IX         | 1875 - 1880 |
|                              | Jacinto Rodríguez                   |                              | X               | 1880 - 1882 |
|                              | Epifanio Reyes                      |                              | XI              | 1882 - 1884 |
|                              | Roberto Nuñez                       |                              | XII XIII XIV XV | 1884 - 1892 |
|                              | Tomás Reyes Retana                  |                              | XVI XVII XVIII< | 1892 - 1898 |
|                              | Alonso Rodríguez Miramón            |                              | XIX XX          | 1898 - 1902 |
|                              | Julio M. Limantour                  |                              | XXI XXII        | 1902 - 1906 |
| Vacante                      | Vacante                             | Vacante                      | XXIII           | 1906 - 1908 |
|                              | Francisco M. de Olaguíbel           |                              | XXIV XXV        | 1908 - 1912 |
|                              | Mauricio Gómez                      |                              | XXVI            | 1912 - 1914 |
|                              | Rafael Martínez                     |                              | Constituyente   | 1916 - 1917 |
| Derechista                   | Rafael Martínez                     | XXVII                        | 1917 - 1918     |             |
|                              | Miguel Gómez Noriega                | PLN                          | XXVIII          | 1918 - 1920 |
|                              | Rafael Ramos Pedrueza               |                              | XXIX            | 1920 - 1922 |
|                              | Martín Luis Guzmán                  |                              | XXX             | 1922 - 1924 |
|                              | Gonzalo González                    |                              | XXXI XXXII      | 1924 - 1928 |
|                              | Enrique Medina                      | CI                           | XXXIII          | 1928 - 1930 |
|                              | José Pérez Gil y Ortiz              |                              | XXXIV           | 1930 - 1932 |
|                              | Lamberto Ortega                     |                              | XXXV            | 1932 - 1934 |
|                              | Carlos F. Osuna                     |                              | XXXVI           | 1934 - 1937 |
|                              | Francisco Martínez Vázquez          |                              | XXXVII          | 1937 - 1940 |
|                              | César M. Cervantes                  |                              | XXXVIII         | 1940 - 1943 |
|                              | Juan Best García                    |                              | XXXIX           | 1943 - 1946 |
|                              | César M. Cervantes                  |                              | XL              | 1946 - 1949 |
|                              | Gabriel García Rojas                |                              | XLI             | 1949 - 1952 |
|                              | Narciso Contreras Contreras         |                              | XLII            | 1952 - 1955 |
|                              | Baltasar Dromundo Chorné            |                              | XLIII           | 1955 - 1958 |
|                              | Martha Andrade de Del Rosal         |                              | XLIV            | 1958 - 1961 |
|                              | Rodolfo Echeverría Álvarez          |                              | XLV             | 1961 - 1964 |
|                              | Luis Ignacio Santibáñez Patiño      |                              | XLVI            | 1964 - 1967 |
|                              | Ignacio Castillo Mena               |                              | XLVII           | 1967 - 1970 |
|                              | Jorge Baeza Rodríguez               |                              | XLVIII          | 1970 - 1973 |
|                              | Concepción Rivera Centeno           |                              | XLIX            | 1973 - 1976 |
|                              | Alfonso Rodríguez Rivera            |                              | L               | 1976 - 1979 |
|                              | Daniel Mejía Colín                  |                              | LI              | 1979 - 1982 |
|                              | Venustiano Reyes López              |                              | LII             | 1982 - 1985 |
|                              | José Herrera Arango                 |                              | LIII            | 1985 - 1988 |
|                              | Sara Villalpando Núñez              |                              | LIV             | 1988 - 1991 |
|                              | Marco Antonio Fajardo Martínez      |                              | LV              | 1991 - 1994 |
|                              | Claudia Esqueda Llanes              |                              | LVI             | 1994 - 1997 |
|                              | Gonzalo Pedro Bárbaro Rojas Arreola |                              | LVII            | 1997 - 2000 |
|                              | Nelly Campos Quiroz                 |                              | LVIII           | 2000 - 2003 |
|                              | Edgar Torres Baltazar               |                              | LIX             | 2003 - 2006 |
|                              | María Elena Torres Baltazar         |                              | LX              | 2006 - 2009 |
|                              | Roberto Rebollo Vivero              |                              | LXI             | 2009 - 2012 |
|                              | Jhonatan Jardines Fraire            |                              | LXII            | 2012 - 2015 |
|                              | Emiliano Álvarez López              |                              | LXIII           | 2015 - 2018 |
|                              | Sergio Mayer Bretón                 |                              | LXIV            | 2018 - 2021 |
|                              | Diana Lara Carreón                  |                              | LXV             | 2021 - 2024 |
|                              | Daniel Campos Plancarte             |                              | LXVI            | 2024 -      |

## Resultados electorales

### 2021
|  | 53.91 % |

|  | 28.42 % |

|  | 3.30 % |

|  | 2.48 % |

|  | 3.16 % |

|  | 2.73 % |

|  | 2.00 % |

|  | 0.72 % |

|  | 0.10 % |

|  | 3.18 % |

|  | 100.00 % |

### 2018
|  | 30.69 % |

|  | 14.29 % |

|  | 44.96 % |

|  | 4.61 % |

|  | 1.76 % |

|  | 0.07 % |

|  | 3.61 % |

|  | 100.00 % |

### 2015
|  | 8.22 % |

|  | 16.89 % |

|  | 20.53 % |

|  | 3.55 % |

|  | 4.56 % |

|  | 28.63 % |

|  | 3.32 % |

|  | 7.25 % |

|  | 0.25 % |

|  | 6.80 % |

|  | 100.00 % |

### 2012
|  | 13.17 % |

|  | 24.73 % |

|  | 55.51 % |

|  | 3.23 % |

|  | 0.11 % |

|  | 3.25 % |

|  | 100.00 % |

### 2009
|  | 14.60 % |

|  | 28.31 % |

|  | 28.11 % |

|  | 12.85 % |

|  | 3.86 % |

|  | 1.79 % |

|  | 0.31 % |

|  | 10.17 % |

|  | 100.00 % |

### 2006
|  | 19.58 % |

|  | 11.70 % |

|  | 58.08 % |

|  | 5.08 % |

|  | 3.44 % |

|  | 0.21 % |

|  | 1.87 % |

|  | 100.00 % |

## Resultados en Elecciones Presidenciales
| Year | Office     | Results                                                              |
| ---- | ---------- | -------------------------------------------------------------------- |
| 2006 | Presidente | AMLO 63.73% - Calderón 21.47% - Madrazo 8.51%                        |
| 2012 | Presidente | AMLO 56.19% - Peña Nieto 26.89% - Vázquez Mota 12.97% - Quadri 1.99% |
| 2018 | Presidente | AMLO 54.10% - Anaya 25.90% - Meade 14.60% - Bronco 3.23%             |